# Zarevo
Zarevo (cyr. Зарево) – wieś w Serbii, w okręgu raskim, w gminie Raška. W 2011 roku liczyła 79 mieszkańców.